# Constancia y Venecia
Constancia y Venecia är en ort i Mexiko.   Den ligger i kommunen Centla och delstaten Tabasco, i den sydöstra delen av landet, 700 km öster om huvudstaden Mexico City. Constancia y Venecia ligger 9 meter över havet och antalet invånare är 923.
Terrängen runt Constancia y Venecia är mycket platt. Havet är nära Constancia y Venecia åt nordväst. Runt Constancia y Venecia är det ganska glesbefolkat, med 32 invånare per kvadratkilometer. Närmaste större samhälle är Ignacio Allende, 6,1 km söder om Constancia y Venecia. Trakten runt Constancia y Venecia består till största delen av jordbruksmark.